# Aleksander Kuc (duchowny)
Aleksander Kuc (ur. 8 lipca 1905 w Łucku, zm. 24 czerwca 1973 w Oświęcimiu) – polski duchowny i działacz ewangelikalny, wieloletni wiceprezes Zjednoczonego Kościoła Ewangelicznego w Polskiej Rzeczypospolitej Ludowej.

## Życiorys
Od 1923 związany był ze zborem w Kowlu. W 1928 po odbyciu służby wojskowej został skierowany przez swój zbór do pracy misyjnej jako ewangelista w okręgu łuckim i kowelskim. Po wybuchu II wojny światowej był uczestnikiem polskiej wojny obronnej września 1939 roku, a następnie do 1943 przebywał w niewoli. Do Polski powrócił w 1958. W 1962 został powołany na członka Naczelnej Rady Zjednoczonego Kościoła Ewangelicznego w PRL, piastując jednocześnie funkcję wiceprezesa ZKE jako przedstawiciel ewangelicznych chrześcijan; funkcje te pełnił do swojej śmierci w 1973. W 1963 został ordynowany na prezbitera.

## Źródła
- Brat Aleksander Kuc (wspomnienie); „Chrześcijanin”. Nr 11, s. 16-17, 1973.